# تیکه انداختن
تکه‌انداختن، نِگینگ (به انگلیسی: Negging) (برگرفته از فعل neg، به معنای "بازخورد منفی")یک کنش دستکاری عاطفی است که به موجب آن فرد به‌گونه‌ای عامدانه، تمجیدی دوپهلو [که یک سوی آن بیشتر از تمجید دارای تحقیر است] از فرد مقابلش می‌کند یا از کسی دیگر به‌گونه‌ای عشوه‌آمیز تعریف و تمجید می‌نماید تا اعتمادبه‌نفس فرد حاضر را خُرد کند. این اصطلاح توسط آرتیست‌های مخ‌زنی ساخته و پرداخته شد.
تکه‌انداختن اغلب به‌عنوان یک خوارسازی سرراست و نه به‌عنوان یک پیک-آپ لاین، در نظر گرفته می‌شود، اما طرفداران این تکنیک تأکید می‌کنند که این شیوه اهانت‌آمیز نیست. اریک فون مارکوویک، که معمولاً به عنوان رواج‌دهنده تکه‌اندازی شناخته می‌شود، فرق آن با توهین را اینگونه توضیح می‌دهد: «تکه توهین نیست، بلکه قضاوتی ارزشی–اجتماعی با بار منفی است که منتقل می‌شود. عین این می‌ماند که دستمال کاغذی را بیرون کشیدی و بینی‌ات را فین کردی. هیچ‌چیز توهین‌آمیزی به صرف فین‌کردن بینی وجود ندارد. شما صریحاً او را طرد نکردید. اما درعین‌حال، او احساس خواهد کرد که شما حتی سعی نمی‌کنید او را تحت‌تأثیر قرار دهید. این او را کنجکاو و شما را به یک چالش تبدیل می‌کند."
نیل استراوس در کتاب قواعد بازی تأکید می‌کند که هدف اولیه این تکنیک، درقعرگذاشتن زنان نیست، بلکه شیوه‌ای است برای مردی که خود را در اندازه آن زن نمی‌بیند. با این حساب، او از تکه‌انداختن‌ها به عنوان «کاهنده [جذابیت زن]» یاد می‌کند، اگرچه تکنیک توصیف‌شده در کتاب به‌طور قابل‌تشخیصی مشابه تکنیک فون مارکویک است. استراوس به‌اندازه مارکویک تصریح می‌کند که نباید از تکه‌انداختن برای توهین استفاده شود: «کاهنده هرگز نباید خصمانه، انتقادی، قضاوت‌گرانه یا تحقیرآمیز باشد. بین معاشقه و آزردن مرزی وجود دارد. کاستن از جذابیت طرف مقابل به معنای بدی‌کردن و توهین نیست.»
این اصطلاح در رسانه‌های اجتماعی و رسانه‌های جریان اصلی فراگیر شده‌است. بر اساس گزارش گاردین، نقطه‌مقابل تکه‌انداختن، پوزینگ (به انگلیسی: pozzing) است که به‌موجب آن شخص برای جلب محبت طرف مقابل از او تعریف می‌کند. با این حال، پوزینگ می‌تواند به انتقال HIV نیز اشاره داشته‌باشد.